# Maniwa
Maniwa (jap. 真庭市 Maniwa-shi) – miasto w Japonii, w południowej części wyspy Honsiu, w prefekturze Okayama

## Położenie
Leży w północnej części prefektury. Graniczy z:
- Tsuyama
- Niimi
- Takahashi
- Kurayoshi.

## Historia
Miasto powstało 31 marca 2005 r. z połączenia kilku miasteczek.

## Demografia
W 2005 miasto liczyło 51 788 mieszkańców.